# Manneville-sur-Risle
Manneville-sur-Risle es una localidad y comuna francesa situada en la región de Alta Normandía, departamento de Eure, en el distrito de Bernay y cantón de Pont-Audemer.

## Demografía
| 1011 | 970 | 1048 | 1019 | 1009 | 1028 |
| Para los censos de 1962 a 1999 la población legal corresponde a la población sin duplicidades (Fuente: INSEE [Consultar]) |     |      |      |      |      |